# Combier
Combier (en francès Combiers) és un municipi francès situat al departament del Charente i a la regió de la Nova Aquitània. L'any 2007 tenia 116 habitants.

## Demografia

### Població
El 2007 la població de fet de Combiers era de 116 persones. Hi havia 52 famílies de les quals 12 eren unipersonals (8 homes vivint sols i 4 dones vivint soles), 16 parelles sense fills, 12 parelles amb fills i 12 famílies monoparentals amb fills.
La població ha evolucionat segons el següent gràfic:
Habitants censats

### Habitatges
El 2007 hi havia 94 habitatges, 52 eren l'habitatge principal de la família, 37 eren segones residències i 5 estaven desocupats. 92 eren cases i 2 eren apartaments. Dels 52 habitatges principals, 42 estaven ocupats pels seus propietaris, 8 estaven llogats i ocupats pels llogaters i 2 estaven cedits a títol gratuït; 5 tenien dues cambres, 7 en tenien tres, 19 en tenien quatre i 21 en tenien cinc o més. 42 habitatges disposaven pel capbaix d'una plaça de pàrquing. A 27 habitatges hi havia un automòbil i a 19 n'hi havia dos o més.

### Piràmide de població
La piràmide de població per edats i sexe el 2009 era:
| Homes | Edats   | Dones |
| ----- | ------- | ----- |
| 0     | 95 o +  | 0     |
| 0     | 90 a 94 | 0     |
| 4     | 85 a 89 | 0     |
| 0     | 80 a 84 | 4     |
| 12    | 75 a 79 | 4     |
| 4     | 70 a 74 | 8     |
| 0     | 65 a 69 | 12    |
| 0     | 60 a 64 | 0     |
| 8     | 55 a 59 | 0     |
| 0     | 50 a 54 | 4     |
| 0     | 45 a 49 | 4     |
| 4     | 40 a 44 | 0     |
| 8     | 35 a 39 | 4     |
| 20    | 30 a 34 | 4     |
| 0     | 25 a 29 | 0     |
| 0     | 20 a 24 | 0     |
| 0     | 15 a 19 | 0     |
| 4     | 10 a 14 | 0     |
| 4     | 5 a 9   | 0     |
| 0     | 0 a 4   | 8     |

## Economia
El 2007 la població en edat de treballar era de 61 persones, 41 eren actives i 20 eren inactives. De les 41 persones actives 33 estaven ocupades (21 homes i 12 dones) i 8 estaven aturades (4 homes i 4 dones). De les 20 persones inactives 9 estaven jubilades, 2 estaven estudiant i 9 estaven classificades com a «altres inactius».

### Ingressos
El 2009 a Combiers hi havia 54 unitats fiscals que integraven 112 persones, la mediana anual d'ingressos fiscals per persona era de 15.529 €.

### Activitats econòmiques
Dels 7 establiments que hi havia el 2007, 1 era d'una empresa extractiva, 4 d'empreses de construcció, 1 d'una empresa d'informació i comunicació i 1 d'una empresa classificada com a «altres activitats de serveis».
Dels 4 establiments de servei als particulars que hi havia el 2009, 1 era un paleta, 1 fusteria i 2 electricistes.
L'any 2000 a Combiers hi havia 15 explotacions agrícoles que ocupaven un total de 511 hectàrees.

## Poblacions més properes
El següent diagrama mostra les poblacions més properes.